# Xã Towanda, Quận Phillips, Kansas
Xã Towanda (tiếng Anh: Towanda Township) là một xã thuộc quận Phillips, tiểu bang Kansas, Hoa Kỳ. Năm 2010, dân số của xã này là 22 người.